# Варшевицкий, Кшиштоф
Кшиштоф Варшевицкий (Христофор; 1543—1603) — польский политический писатель и краковский каноник.

## Биография
Первоначальное воспитание он получил в числе пажей императора Фердинанда I; был секретарем епископа Конарского, с которым несколько раз ездил в Италию. После смерти Сигизмунда-Августа Варшевицкий оказал большие услуги делу Генриха Валуа, которому написал похвальное слово (1574). Затем на коронационном сейме, покровительствуемый нунцием, он открыто выступил против диссидентов, повредив этим успеху сейма. После бегства Генриха все депутаты восстали против Варшевицкого, которому угрожала смертная казнь; но он вымолил себе пощаду. Когда против него было предъявлено обвинение в краже и безнравственной жизни, его взял под свою защиту папа, запретив выдавать документы, которые могли компрометировать Варшевицкого.
Спасенный таким образом, Варшевицкий стоял вместе с нунцием за кандидатуру на польский престол императора Максимилиана II. Когда она не удалась, Варшевицкий должен был оставить Польшу и удалился в Регенсбург, где написал в 1576 г. «De rebus in Polonia gestis». Получив прощение Стефана Батория, возвратился в Варшаву. Во время Московской войны 1580 г. мы находим его уже в свите короля, в звании секретаря; после ее окончания он в 1582 г., в качестве посла, ездил в Швецию к Юхану III, который захватил Нарву и некоторые города в Эстонии.
На вакантный после Батория престол одна партия поляков приглашала Сигизмунда Вазу, другая — эрцгерцога Максимилиана. Варшевицкий примкнул к последней, потерпевшей неудачу. Потеряв надежду на хорошую светскую карьеру, Варшевицкий решил принять духовное звание и в 1598 году сделался каноником в Кракове.

## Труды
Сочинения Варшевицкого проф. Вержбовский разделяет на шесть групп: 1) богословские, 2) политические (Paradoxa, Turcicae, De legato, De optimo statu libertatis), 3) исторические, 4) речи и панегирики (числом 29), 5) памфлеты, 6) переводы и издания.
Они были написаны на латинском и польском языках и изданы (не все) в пяти сборниках; три из них вышли при жизни Варшевицкого (1589, 1595, 1599 г.), два остальные изданы Вержбовским: «Opuscula» (1883 г.) и «Mowy» (1886). Богословские сочинения Варшевицкого отличаются стремлением обратить гуманизм в орудие восстановление католицизма и усиления церковной реакции, враждебной всяким реформационным стремлениям; этим же духом пропитаны и все остальные его произведения. Он был приверженцем королевской власти, но не имел ясного представления о том, какая монархическая форма лучше и какая из них была бы соответственнее для Польши. В критике современного состояния отечества он боялся коснуться всех его ран. Одно из лучших его произведений по этой части — «De legato et legatione». Важны, хотя и не лишены крупных недостатков, исторические труды Варшевицкого. Речи и панегирики составлены по образцу Цицерона; памфлеты в пользу Австрийского дома хотя и написаны довольно ловко, но не приносят чести автору. Относительно поэмы «Wenecia» между историками литературы существует разногласие, можно ли считать Варшевицкого ее автором или только издателем; проф. Вержбовский высказался против авторства Варшевицкого .